# Grünthal (Adelsgeschlecht)

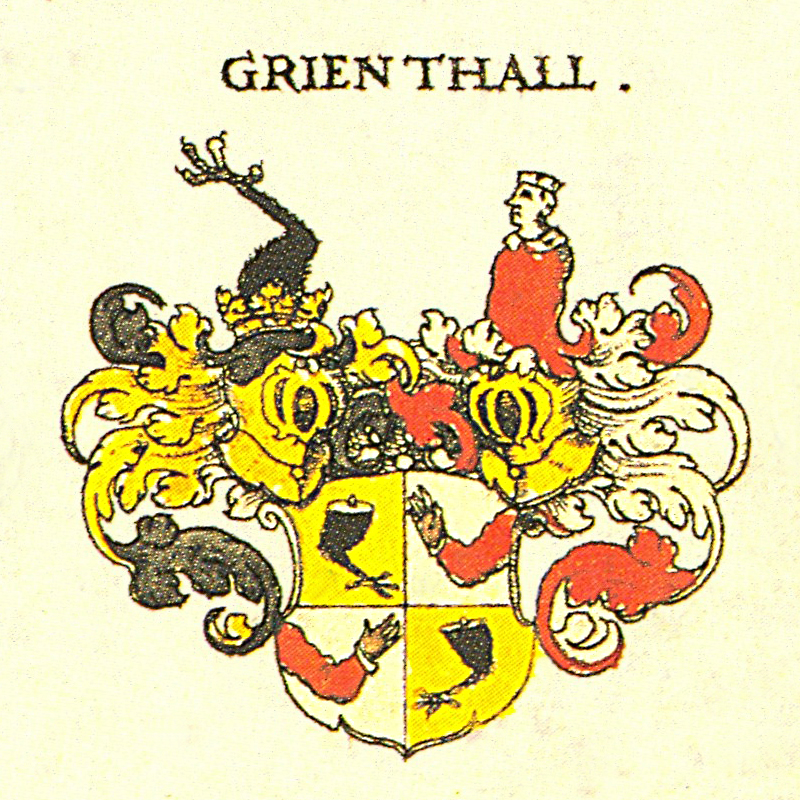
Wappen der Grünthal

Die Grünthal (auch Grüenthal, Grienthal) waren ein altes aus Bayern stammendes österreichisches Adelsgeschlecht, welches nach ihrem Stammsitz Grienthal, heute Grünthal (Gemeinde Hagelstadt), bei Regensburg benannt ist. 1662 wurden sie in den österreichischen Freiherrnstand erhoben, das Geschlecht erlosch um 1760 im Mannesstamm. 

## Geschichte
Wikerus de Grüenthal wird 1179 genannt. Die in Regensburg sesshaften Grüenthaler wurden wegen ihres Hauses an der Kapelle des heiligen Grabes nächst dem fürstlichen Damenstifte Niedermünster auch Grienthal(er) an der Capelle genannt.

## Österreichische Linie

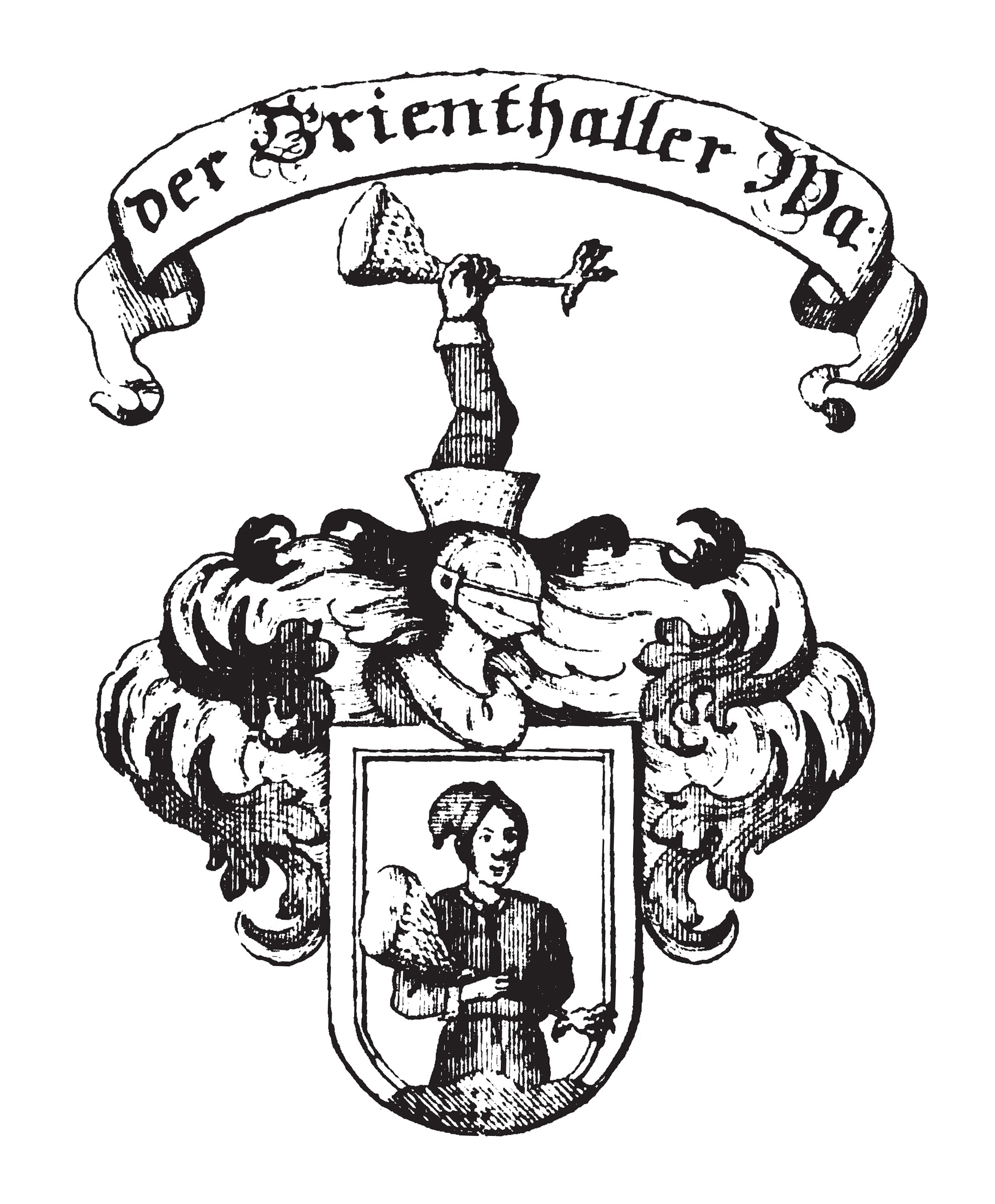
Wappen der Grienthall aus Steyer (um 1450)

Andreas Grüenthal zog nach Österreich und lebte 1430 in Steyr, wo er von 1464 bis 1466 Stadtrichter war. Durch die Heirat mit Barbara Roth von Crembseck kamen Schloss und Gut Kremsegg (in Kremsmünster) an seine Söhne. Von seinen Nachkommen gab es zwei Linien, die jüngere erlosch schon im 17. Jahrhundert, die ältere 1760 mit Freiherr Franz Joseph Ignaz, welcher im 19. Lebensjahr starb.
Im Zuge der Auseinandersetzungen zu Beginn des Dreißigjährigen Krieges emigrierten manche evangelische Mitglieder nach Deutschland. Von Freiherr Ludwig Grünthal, jüngster Sohn des Wolf Dietmar, stammt eine evangelische Linie in Schwaben ab.
Seit Anfang des 17. Jahrhunderts waren die Grünthal auch im mansfeldischen Eisleben, Voigtstedt, Zöllern, Hohenberg und Burkersdorf begütert. Stammvater (der ab 1662 Freiherrlichen Linie) war Wolfgang von Grünthal, kaiserlicher Rat von Ferdinand I. und Maximilian II. Dessen Sohn Jacob(us) von Grünnthall, Herr zu Kremsegg und Voigtstedt († 1626, ⚭ Elisabeth von Pöllnitz) war kursächs. Hofkriegsrat und Generalkommissarius, Amtshauptmann von Sangerhausen, sowie kursächs. Oberaufseher und Landhofmeister der Grafschaft Mansfeld. 
Das Geschlecht ist Anfang des 18. Jahrhunderts erloschen.

## Persönlichkeiten
- Wolf Niklas von Grünthal (1565–1630), niederösterreichischer Regimentsrat und Reichshofrat
- Jacob von Grünthal (1570–1626), kursächsischer Kriegsrat und Generalkommissar, Oberaufseher der Grafschaft Mansfeld und Hauptmann von Sangerhausen
- Hans Joachim von Grünthal (1576–1639), württembergischer Rat, Oberhofmeister, Obervogt in Tübingen
- Wolfgang Ludwig von Grünthal (1659–1726), Hofkriegsrat und Vize-Kommandant zu Pforzheim

## Namensträger
- Wolfgang von Grienthal (* 1500; † 1576), Sohn von Kolman und Enkel von Andreas von Grüenthaler, Herr zu Kremseck, Prandthof, Wintern und Haghof Ritter, kais. Rat von Ferdinand I. und Maximilian II., obderenns. Vizedom. Wolfgang reiste mit Gabriel Graf zu Ortenburg als kais. Legat in Burgund, Brabant und England und war für den Kaiser in Böhmischen Bergwerken und im Münzwesen tätig. 34 Jahre lang war er Rat und Landrat in Österreich ob der Enns. Neben dem ererbten Schloss Kremseck besaß er Haghof/Wintern und Rohrwiesen und kaufte 1538 von den edl-vesten Brüdern Sebastian, Thomas und Wolfgang Schaller die Veste Prandthof. 1548 erhielt er Schloss und Herrschaft Waldenfels als Pfand. 1534 heiratete er im kaiserlichen Hoffrauenzimmer in Innsbruck Anna Enenckl zu Albrechtsberg († 1553). Die zweite Ehe schloss er 1555 mit Ursula Kölnpöck († 17. Juni 1601), sie brachte die Herrschaft Zeillern in die Familie. Er hatte 25 Kinder. Seine Söhne waren
  - Julius (* 1542; † 22. Januar 1605, begraben in Schleißheim), Herr zu Kremseck, Dietach, Höhenerg, Zeillern und Achleiten. Er war 1566 Fähnrich der königl. spanischen Armee von Philipp II. und kämpfte in Neapel und Apulien gegen die Türken. 1597 war er Hauptmann über eine Kompagnie teutscher Knecht der oberöst. Landschaft. Julius übernahm das Gut Dietach. In erster Ehe war er mit Anastasia Haiden von Dorff, in zweiter mit Juliana von Oedt zu Getzendorf und Regina von Rödern, hatte aber keine Kinder. Juliana heiratete danach Nicolaus von Rottenburg.
  - Philipp Jakob (* 1546; † 17. Februar 1596 in Schloss Zeillern, begr. St. Peter in der Au) Herr zu St. Pantaleon und zu Zeillern. 1576 und 1578 Rentmeister, dann kais. Ober-Proviantkommissar in Ungarn, Vize-Hauptmann der Herrschaft Eisenstadt und der Grafschaft Forchtenstein in Ungarn. Er besaß die Herrschaft und Schloss Zeillern und das veste Haus zu St. Pantaleon, dieses verkaufte er 1593 an den edelvesten Lorenz Kirchhammer. 1577 ehelichte er in Steyer Potentiana Kölnpöck zu Ottsdorf und Salaberg († 1582 in St. Pantaleon) und in zweiter Ehe 1584 Margaretha Seemann († 14. Februar 1596 in Schloss Zeillern, begr. St. Peter i. d. Au). Die Söhne Wolf Dietmar, Hans Georg und Hans Andreas verkauften gemeinsam am 31. August 1607 Schloss und Herrschaft Zeillern an Wolf Friedrich Tattenpeck von Tattenbach.
  - Wolf Niclas (1565–1630) Herr zu Kremseck, Achleiten und Dietach und auf Zeillern, Reinsberg, Wangen und Windtern. Er war ab 1609 nö Regimentsrat, 1613 Ritterstands-Verordneter, und 1619 Reichshofrat von Ferdinand II. Rudolf II. besserte ihm und seinen Brüdern und Neffen das Wappen und bestätigte den alten Adel.

## Wappen

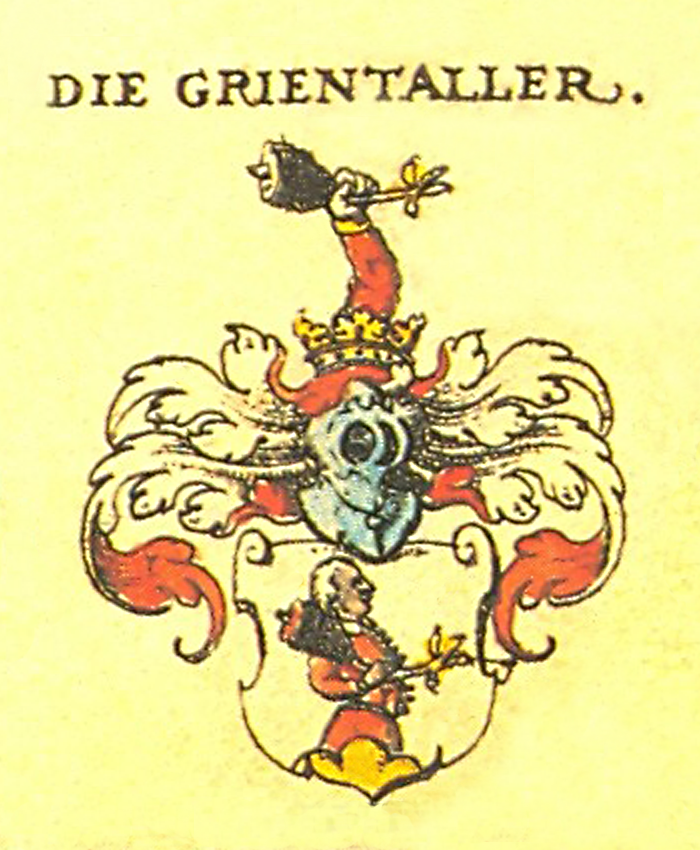
Variante des Wappens der Gruenthal

Stammwappen
In einem goldenen Schild eine schwarze Greifenklaue, bei der der weiße Knochen hervorsteht.
Wappen der Grienthal in Steyer
Im Schild wächst aus einem Dreiberg ein gekleidetes Mandl mit hellen Umschlägen und Mütze, es hält die schwarze Greifenklaue (ohne vorstehenden Knochen). Auf dem geschlossenen Helm ein gekleideter Arm mit Umschlag, der die Klaue in die Höhe hält. Die Tinkturen sind nicht bekannt.
Variante des Wappens
Im silbernen Schild wächst aus einem goldenen Dreiberg ein rot gekleidetes Mändl mit weißen Umschlägen und schultert die schwarze Greifenklaue. Auf dem gekrönten Helm ein rot gekleideter Arm der die Klaue in die Höhe hält. Die Helmdecken sind Silber und Rot.
Freiherrnwappen
Das seit 1603 vermehrte Wappen zeigt ein geviertes Schild, 1 und 4 das Stammwappen, 2 und 3 in Silber ein abgewinkelter rot gekleideter Arm mit weißem Umschlag. Zwei gekrönte Helme, rechts die Greifenklaue gestürzt, links mit einem rot gekleideten ärmellosen Mann mit weißem Hut und weißem Kragen. Helmdecken rechts gold-schwarz und links rot-silber.
Hoheneck stellt anhand des ähnlichen Wappens einen Zusammenhang zu den Stockach und Gabelkoven her.

## Stammliste der Grünthal
Die Stammliste der Grünthal behandelt den Zeitraum um 1200 bis ca. 1760.